# Christian Walker
Christian Dickson Walker (né le 28 mars 1991 à Norristown, Pennsylvanie, États-Unis) est un joueur de premier but de la Ligue majeure de baseball.

## Carrière
Joueur de baseball à l'école secondaire, Christian Walker est repêché par les Dodgers de Los Angeles au 49e tour de sélection en 2009, mais il ne signe pas de contrat avec eux. Il s'engage plutôt chez les Gamecocks de l'université de Caroline du Sud, qu'il aide à remporter les College World Series en 2010 et 2011, et qu'il accompagne en 2012 en finale de la même compétition, perdue cette fois face aux Wildcats de l'Arizona. Il réussit au total 28 coups sûrs en carrière dans les College World Series, un record qu'il partage avec Dustin Ackley. En 2012, ses 8 buts-sur-balles dans la série finale contre Arizona égalent aussi un record.
Walker rejoint les Orioles de Baltimore de la Ligue majeure de baseball, qui en font leur choix de 4e ronde au repêchage amateur de 2012. En juillet 2013, il représente la franchise au match des étoiles du futur joué à New York.
En 2014, Christian Walker remporte le trophée Brooks Robinson remis au meilleur joueur de l'année en ligues mineures dans l'organisation des Orioles. Il frappe un total de 26 coups de circuit cette année-là dans les mineures, dans les niveaux Double-A et Triple-A, mais son jeu défensif au premier but présente des lacunes.
Il fait ses débuts dans le baseball majeur avec Baltimore le 17 septembre 2014 et à ce premier match réussit son premier coup sûr, un double aux dépens du lanceur J. A. Happ des Blue Jays de Toronto. Le 20 septembre suivant, il frappe contre Rubby De La Rosa, des Red Sox de Boston, son premier circuit dans les majeures.